# Las-Opolno Zdrój
Las-Opolno Zdrój – nieczynna wąskotorowa stacja kolejowa w Opolnie-Zdroju, w gminie Bogatynia, w powiecie zgorzeleckim, w województwie dolnośląskim, w Polsce. Została otwarta w 1884 roku. Zlikwidowana została w 1964 roku.